# Weidmauer Allmend / Müliberg
Die Weidmauer Allmend / Müliberg, in einigen Dokumenten auch Weidmauer Allmend / Mühliberg, ist eine ungefähr 375 m lange neuzeitliche Mauer im Wald, die wahrscheinlich der Abgrenzung von Weidegebieten diente.

## Verlauf
Die Mauer verläuft nördlich des Weiler Müliberg im Wald ungefähr entlang der Gemeindegrenze zwischen Affoltern am Albis und Hedingen im Schweizer Kanton Zürich. Sie beginnt auf der Krete der Allmend an der Stelle, wo die Gemeindegrenzen von  Affoltern, Hedingen und Stallikon aufeinander treffen, und verläuft dann im leicht abfallenden Waldstück in Richtung Westen bis zur Stelle, wo die Gemeindegrenze an den Waldrand gelangt.

## Bauwerk
Die massive Mauer gilt als besterhaltene Weidmauer im Knonauer Amt. Sie ist 80 cm bis ein Meter breit und an einigen Stellen in mehreren Lagen erhalten. Im oberen Bereich besteht die Mauer aus aneinander gereihten aufgerichteten Findlingen. Im mittleren Bereich sind die Zwischenräume der Findlinge mit Trockenmauerwerk aus Lesesteinen gefüllt.
Ungefähr in der Mitte der Mauer bei ⊙ befindet sich ein grosser Findling mit Inschriften. Diejenige auf der Hedinger-Seite wird von einem Lokalhistoriker als Untervogt Vollenweider, Seckelmeister Joh. Schmid, 1791 gedeutet, auf der Seite von Affoltern steht 1851, HK. In der Hedinger Gemeinderechnung von 1791 ist tatsächlich eine Ausgabe von 34 Pfund an die Mauer auf der Allmend erwähnt, wahrscheinlich um Reparatur- und Unterhaltsarbeiten zu finanzieren.
Die Mauer steht unter Denkmalschutz. Sie gilt als besterhaltene Weidmauer im Knonauer Amt und wird im Schweizerische Inventar der Kulturgüter als archäologisches Objekt der Kategorie B mit der KGS-Nr. 7385 für den auf dem Gemeindegebiet von Affoltern am Albis liegenden Teil und mit der KGS-Nr. 272 für den in der Gemeinde Hedingen liegenden Teil geführt.